# Farmamed
La FarmaMed S.r.l. è un'azienda del gruppo Gabbiano creata dopo l'acquisizione del marchio di proprietà del gruppo Angelini. FarmaMed si occupa della produzione e commercializzazione di prodotti parafarmaceutici e dispositivi medici.

## Storia
Azienda sorta nel 1961, nel 2002 viene acquistata da Francesco Angelini, già proprietario del Gruppo Angelini, la cui holding ne deteneva il 100% delle azioni.
Nel 2010 è stata inglobata nell'azienda, diventata un semplice marchio di tachipirine.
Nel 2017 il Gruppo Gabbiano ha rilevato il marchio Farmamed dal gruppo Angelini. Contestualmente ha fondato la nuova società Farmamed s.r.l. con sede a Borgo Virgilio (Mantova).